# Dahalo (langue)
Pour les articles homonymes, voir Dahalo.
Le dahalo (ou sanye) est une langue afro-asiatique de la branche des langues couchitiques parlée dans le Nord-Est du Kenya sur les rives du fleuve Tana, par un groupe de chasseurs collecteurs.
La langue est menacée par le swahili.

## Classification
Le dahalo est classé dans le sous-groupe méridional des langues couchitiques avec des langues telles que l'iraqw, le gorowa, l'alagwa, le burunge.

## Phonologie
La phonologie du dahalo possède des traits qui le caractérisent comme une langue afro-asiatique. La langue a les pharyngales  [ʕ] et [ɦ], ainsi qu'une série de glottales, [ʔ], [p’], [t’], [k’] et [t͡ɫ’].
Une particularité du dahalo est la présence d'un clic, [ǀ], dans une dizaine de mots:
- ǀóːne, sein
- ǀíŋgiliʕé, étoile
- ǀʷányi, salive

## Sources
- (en) Mous, Marten, A Grammar of Iraqw, Kuschitische Sprachstudien 9, Hamburg, Helmut Buske Verlag, 1993  (ISBN 3-87548-057-0)
- (fr) Philippson, Gérard, Gens des bananeraies. Contribution linguistique à l'histoire culturelle des Chaga du Kilimandjaro, « cahier » no 16, Paris, Éditions Recherche sur les Civilisations, 1984  (ISBN 2-86538-094-7)
- (en) Mauro Tosco, A grammatical sketch of Dahalo including texts and a glossar, Hamburg, Helmut Buske Verlag, 1991 (ISBN 3-87118-989-8, , )